# Christian Schlechtweg
Christian Schlechtweg (né le 7 janvier 1976) est un escrimeur allemand pratiquant le fleuret.

Il remporte la médaille d’argent par équipes lors des Championnats du monde 2007. 